# فرزانه تأییدی
فرزانه تأییدی (۱۳۲۴ – ۴ فروردین ۱۳۹۹) هنرپیشه سینما و تئاتر ایران بود. وی در فیلم‌هایی چون بدون دخترم هرگز، فریاد زیر آب، سفر سنگ و خاک و مجموعه تلویزیونی طلاق، ساخته مسعود اسدالهی، ایفای نقش کرد.
وی از بازیگران سرشناس و محبوب سینما و تئاتر پیش از انقلاب ۵۷ بود و اغلب او را به‌خاطر نقش‌آفرینی در فیلم «فریاد زیر آب» در کنار «داریوش اقبالی» به خاطر می‌آورند.
فرزانه تأییدی پس از انقلاب نیز در فیلم «میراث من، جنون» ساخته مهدی فخیم‌زاده بازی کرد، اما از اوائل دهه ۶۰ دیگر اجازه فعالیت پیدا نکرد و از وزارت فرهنگ نیز که در استخدام رسمی آن بود، بدون ذکر دلیل اخراج شد.

## زندگی‌نامه

### کودکی
فرزانه دوران کودکی و تحصیل را در اصفهان، کرمان، کرمانشاه و خوزستان گذراند. پدرش ارتشی بود و این نخستین بار بود که فرزانه شانس ایرانگردی را در دوران کودکی و نوجوانی داشت و دومین بار به خاطر حرفه اش به عنوان هنرپیشه تئاتر اداره هنرهای دراماتیک شانس سفر و بازی بر روی صحنه‌های گوناگون را داشت. او از کودکی عاشق رقص باله بود و مدتی هم کلاس باله رفت اگرچه بعدتر تئاتر به علاقهٔ حقیقی او به هنر تبدیل شد.

### تئاتر و ازدواج
با شرکت در نخستین نمایش زندهٔ تلویزیونی در سال ۱۳۴۱، او کار در تئاتر را به‌طور رسمی در ادارهٔ هنرهای دراماتیک آغاز کرد. پس از یکسال و اندی با پرویز کاردان هنرپیشه و نویسنده و کارگردان تئاتر ادارهٔ هنرهای دراماتیک ازدواج کرد و حاصل این ازدواج کوتاه مدت پسرش کیوان بود. در طول پنج سال و نیم فعالیتش در ادارهٔ هنرهای دراماتیک تئاتر او در بیش از ۳۰ نمایشنامهٔ تلویزیونی و صحنه‌ای شرکت کرد.

### سفر به آمریکا
در سال ۱۳۴۶ با پدرش به آمریکا رفت. در مدت اقامت ۵ ساله در آمریکا با شرکت در کلاس‌های شبانه کالج‌های معتبر کالیفرنیا که به کارگاه تئاتر معروف است او در این مدت دوره کوتاه آموزشی چند ساله در پیرامون تاریخ غرب و بازیگری در صحنه را آموخت. به عقیدهٔ او بیشترین تجربه‌هایش را از تماشای نمایش‌نامه‌های گوناگون بدست آورده‌است. او در زمان اقامتش در ایالت کالیفرنیا در لس آنجلس با حسین رجائیان (کارگردان) آشنا شد. او فرزانه را برای نقش اول فیلم خود به ایران دعوت کرد.

### بازگشت به ایران

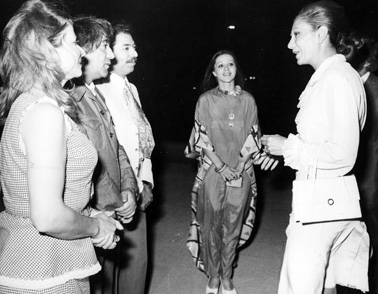
جشن هنر شیراز. فرح پهلوی درحال گفتگو با فرزانه تأییدی، علی نصیریان، عزت‌الله انتظامی و مهین شهابی.

فرزانه تأییدی در اوایل سال ۱۹۷۲ میلادی با بازگشت به ایران، کار در سینمای ایران را با ادامهٔ کارش در تئاتر شروع نمود. او با بهروز به‌نژاد در بیش‌تر کارهای تلویزیونی و سینمائی به عنوان زوج هنری فعال بود و این همراهی تا زمان درگذشت وی ادامه یافت. او در این مدت در فیلم فریاد زیر آب بازی کرد.
او که بعد از انقلاب ۱۳۵۷ ایران، در استخدام رسمی ادارهٔ برنامه‌های تئاتر وزارت فرهنگ و هنر بود، مدعی است که در سال ۱۳۵۹ با صدور حکم حسن حبیبی از وزارت فرهنگ و ارشاد اسلامی از کار برکنار شد. در حکم رسمی وزارت ارشاد اسلامی، اینگونه نوشته شده، که برای پیشبرد اهداف انقلاب اسلامی، شما مازاد بر احتیاج می‌باشید و بدیهی است که از این تاریخ تمام حقوق و مزایای شما قطع می‌شود.
در این مورد فرزانه تأییدی می‌گوید:
«تا امروز که بیش از بیست و شش سال از انقلاب اسلامی می‌گذرد، این را می‌دانم که من اولین و تنها کارمند رسمی اداره برنامه‌های تئاتر بودم که بدین گونه از کار برکنار شدم. بهر حال بر اساس قانون رسمی استخدام کشوری، من هم می‌بایست یا بازنشسته می‌شدم یا بازخرید. تمام سال‌هایی که کارمند رسمی وزارتخانه بودم، حق بازنشستگی و حق بیمه می‌پرداختم و می‌بایست همه این مزایا در نظر گرفته می‌شد که نشد. من تا امروز هم نمی‌دانم که جرمم چه بوده‌است.»
تأییدی به مدت هفت سال و چند ماه در ایران زندگی کرد و تا سال ۱۳۶۰، کار در تئاترهای لاله زار را ادامه داد و در آخرین فیلم سینمائی‌اش «میراث من جنون»، بدون حجاب اسلامی به ایفای نقش پرداخت. فیلم مذکور در اکران عمومی با استقبال تماشاگران روبرو شد، اما به علت همزمانی با تعطیلات مذهبی از اکران برداشته شد.

### خروج از ایران
بالاخره در اوایل سال ۱۳۶۵ به انگلستان رفت و تا زمان مرگ به همراه بهروز به نژاد در لندن کار و زندگی کرد.

### گریز ناگزیر

تئاتر زندهٔ تلویزیونیِ «آتشکده»، از راست: فیروز بهجت‌محمدی، ، مهین شهابی، فرزانه تأییدی و عزت‌الله انتظامی

گریز ناگزیر نام کتابی است که در بخشی از آن، شرح خاطرات فرزانه تأییدی از مشکلات پیروان آئین بهایی در دههٔ ۱۳۶۰ خورشیدی و همچنین مشکلاتی که گریبانگیر او به عنوان یک بازیگر قدیمی شده بود آورده شده‌است.

### شرکت در فیلم بدون دخترم هرگز
فرزانه تأییدی یکی از بازیگران فیلم بدون دخترم هرگز بود، که نقش «خانم شهین» را ایفا کرد. این فیلم به عقیدهٔ بعضی از صاحب‌نظران مانند راجر ایبرت و کرین جیمز نمایشی مغرضانه و متعصبانه از ایرانیان مسلمان دارد.

### درگذشت
فرزانه تأییدی در عصر روز ۵ فروردین‌ماه ۱۳۹۹ پس از تحمل سال‌ها بیماری سرطان ریه در ۷۵ سالگی در لندن درگذشت.

## آثار

### سینمایی

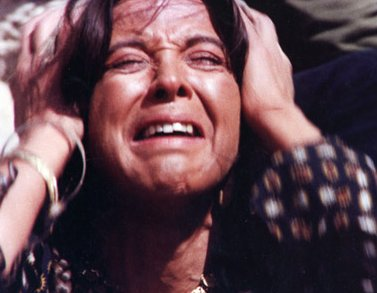
در فیلم سفر سنگ

| ردیف | نام فیلم        | نقش       | سال  |
| ---- | --------------- | --------- | ---- |
| ۱    | بدون دخترم هرگز | خانم شهین | ۱۳۷۰ |
| ۲    | میراث من جنون   | گلی       | ۱۳۶۰ |
| ۳    | سفر سنگ         | آسیه      | ۱۳۵۶ |
| ۴    | فریاد زیر آب    | آذر       | ۱۳۵۶ |
| ۵    | واسطه‌ها         | محترم     | ۱۳۵۶ |
| ۶    | صلات ظهر        | سوری      | ۱۳۵۳ |
| ۷    | خاک             | شوکت      | ۱۳۵۲ |
| ۸    | هشتمین روز هفته | لیلی      | ۱۳۵۲ |
| ۹    | جهنم + من       | زری       | ۱۳۵۱ |

### مجموعه تلویزیونی
- طلاق - (۱۳۵۶)
- چنگک (۱۳۵۵)

### برنامه‌های سرگرمی تلویزیونی
- شو تلویزیونی رنگارنگ (۱۳۵۵)
- مسابقه زود، تند، سریع (۱۳۵۷)

## نمایش‌ها

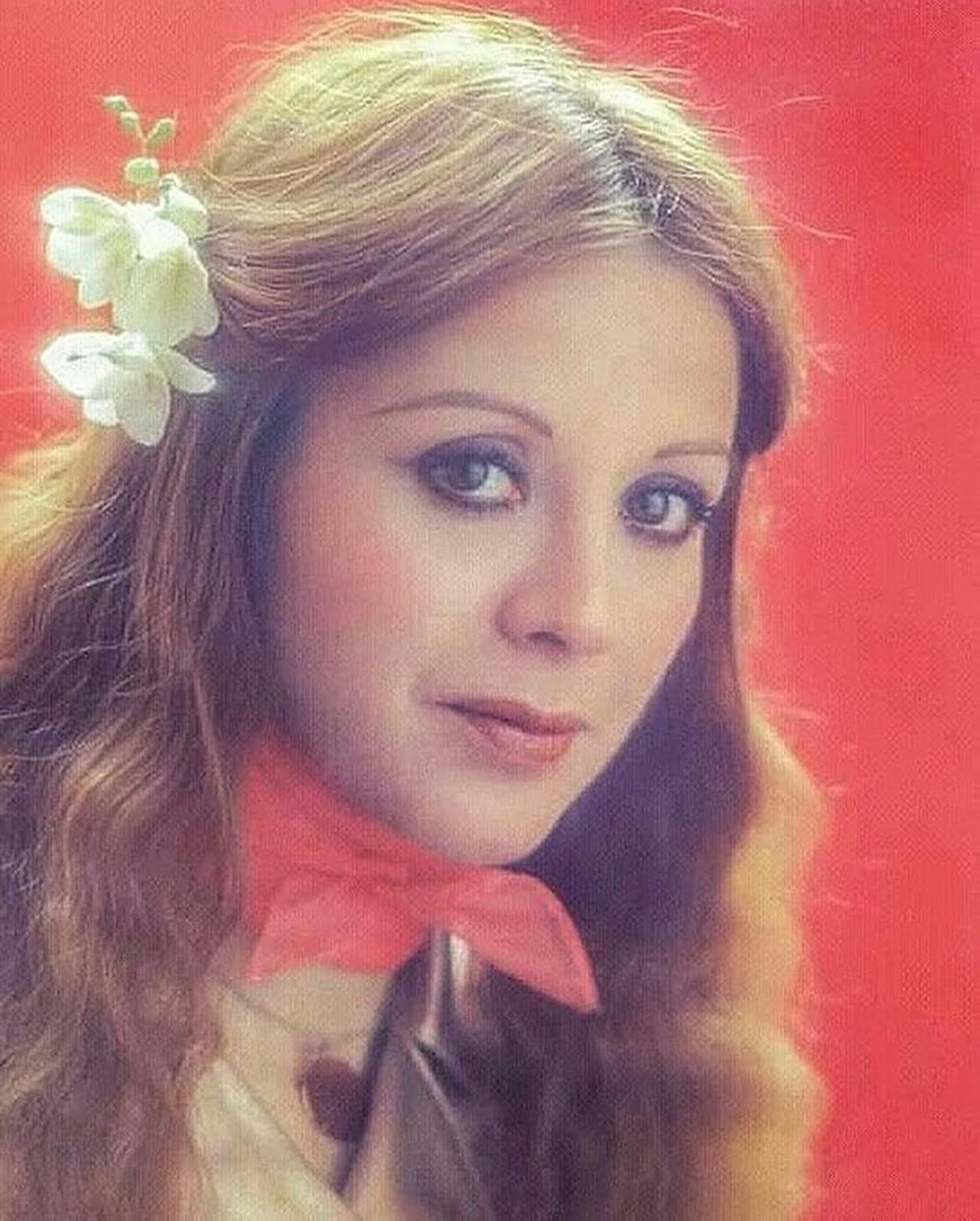
تصویری از فرزانه تأییدی در مجله زن روز در سال ۱۳۵۶

| - آقای آریان‌فر و خانواده‌اش - آگهی ازدواج - استحاله - امیر ارسلان نامدار - بختک - بنگاه تآترال - بیگانه‌ای در خانه - پرده‌برداری - جعفرخان از فرنگ آمده - خوشا به حال بردباران - دایی وانیا - دوست ناشناس - دیار خاموشان | - روز سن والنتین - رومئو و ژانت - زیبای بی‌اعتنا - سرباز لاف‌زن - فاسق - فناشدگان - گربه سیاه - گلدان - مرگ همسایه - مطبخ - نیویورک نیویورک - وعدهٔ ملاقات با خودم - طلبکاران |

## جوایز
- برندهٔ جایزهٔ بهترین بازیگر نقش اول زن از ششمین جشنوارهٔ فیلم سپاس برای بازی در فیلم هشتمین روز هفته در سال۱۳۵۲
- برندهٔ جایزهٔ بهترین بازیگر نقش اول زن از هفتمین جشنواره فیلم سپاس برای بازی در فیلم خاک در سال ۱۳۵۳